# Pholcoides afghana
Pholcoides afghana är en spindelart som beskrevs av Roewer 1960. Pholcoides afghana ingår i släktet Pholcoides och familjen dallerspindlar.
Artens utbredningsområde är Afghanistan. Inga underarter finns listade i Catalogue of Life.